# ويلهلم نيلسن
ويلهلم نيلسن (بالنرويجية البوكمول: Wilhelm Nielsen)‏ هو سياسي نرويجي، ولد في 4 يناير 1816 في النرويج، وتوفي في 4 فبراير 1889 في كراغرو في النرويج. انتخب عضو برلمان النرويج ‏.